# Erythroxylum jamaicense
Erythroxylum jamaicense là một loài thực vật thuộc họ Erythroxylaceae. Đây là loài đặc hữu của Jamaica.